# Heinrich Gley
Heinrich Gley (* 16. Februar 1901 Rödlin in Mecklenburg; † 10. Juni 1985 in Münster) war ein deutscher Offizier. Er war als SS-Oberscharführer an der „Aktion T4“ und der „Aktion Reinhardt“ beteiligt.

## Leben
Heinrich Gley, Sohn eines Landarbeiters mit mindestens vier Geschwistern, arbeitete nach achtjährigem Volksschulbesuch bis 1919 im landwirtschaftlichen Bereich. Danach wurde er Angehöriger der Reichswehr, die er 1924 im Rang eines Gefreiten wieder verließ. Anschließend verrichtete er verschiedene Gelegenheitsarbeiten, wurde Krankenwärter in der Mecklenburg-Strelitz'schen Landesirrenanstalt Domjüch bei Neustrelitz und fungierte dort ab 1938 als Krankenpfleger. Zum 1. März 1932 trat er der NSDAP (Mitgliedsnummer 983.557) und 1934 der SS bei. Gley, seit 1937 SS-Unterscharführer, fungierte zudem als Ortsgruppenamtsleiter bei der Nationalsozialistischen Volkswohlfahrt. Während des Anschlusses von Österreich an das Deutsche Reich im März 1938 wurde Gley kurzzeitig einberufen und kehrte anschließend im Dienstrang eines Unteroffiziers wieder an seinen Arbeitsplatz zurück. Ab August 1939 erfolgte seine Einberufung zu einer Kraftfahrzeugbeschaffungskommission, Gley musste diese Tätigkeit allerdings nach einigen Monaten krankheitsbedingt wieder aufgeben.

### Aktion T4
Anfang Januar 1940 wurde Gley zur „Aktion T4“ versetzt und war dort zunächst in der Euthanasieanstalt Grafeneck tätig. Anschließend wurde er in die Euthanasieanstalt Pirna-Sonnenstein versetzt, wo er bis Januar 1942 die Funktion eines leitenden Pflegers bekleidete. Im Winter 1941/42 folgte mit anderem „Klinikpersonal“ bei der Organisation Todt an der Ostfront ein weiterer Einsatz im Rahmen von Verwundetentransporten. Während dieser Zeit erfolgte auch seine Beförderung zum SS-Oberscharführer.

### Aktion Reinhardt
Nachdem die „Aktion T4“ offiziell beendet war, erfolgte 1942 seine Versetzung in das Zwangsarbeitslager Trawniki, wo er wahrscheinlich, wie auch weitere Angehörige des Sonnensteiner Personals unter der Leitung von Ernst Schemmel, eine kurze militärische Ausbildung durch Polizeioffiziere erhielt. Nach der Versetzung zur „Aktion Reinhardt“ gelangte Gley im August 1942 in das Vernichtungslager Belzec. Dort verrichtete er Aufsicht über die ankommenden Judentransporte an der Rampe, die Entkleidungsbaracken sowie den Vergasungsvorgang und leitete Arbeitskommandos. Gley soll in Belzec mindestens drei behinderte beziehungsweise kranke Juden eigenhändig erschossen haben. Nach der Beendigung der Vergasungen in Belzec im Dezember 1942 überwachten Lagerkommandant Gottlieb Hering und Gley die Verbrennung der Leichen aus den Massengräbern. Auf drei bis vier Scheiterhaufen, die von November 1942 bis zum März 1943 dauerhaft in Betrieb waren, wurden mehr als 400.000 Leichen verbrannt. Am 1. März 1943 erschoss Gley versehentlich seinen Kollegen Fritz Jirmann während einer Auseinandersetzung mit inhaftierten Trawniki-Männern im Bunker.

### Arbeitslager Poniatowa
Im Frühjahr 1943 wurde Gley Kommandoführer des Arbeitslagers Poniatowa, in dem jüdische Häftlinge interniert waren. Ebenso wie in Belzec unterstand er auch hier dem Lagerkommandanten Gottlieb Hering, mit dem er sich duzte und sich als dessen „Rechte Hand“ bezeichnete. Mit Gley kamen auch weitere Mitglieder des Lagerpersonals von Belzec nach Poniatowa. Die Grausamkeiten in diesem Lager erreichten ihren Höhepunkt in der Aktion Erntefest Anfang November 1943, bei der in diesem Lager mindestens 14.000 Häftlinge durch Erschießungen ermordet wurden. Nach dieser „Aktion“ wurde das Lager abgewickelt und Hering sowie Gley überwachten wiederum die Leichenverbrennung der getöteten Häftlinge.

### Operationszone Adriatisches Küstenland
Nach Beendigung der „Aktion Reinhardt“ wurde Gley im Dezember 1943, wie auch schon zuvor der Großteil des Personals der „Aktion Reinhardt“, zur Operationszone Adriatisches Küstenland nach Triest versetzt. Hier war er Angehöriger der „Sonderabteilung Einsatz R“, die der „Judenvernichtung“, der Konfiszierung jüdischen Vermögens und der Partisanenbekämpfung diente. Bis zum Juli 1944 war er Angehöriger der Sonderabteilung Einsatz R und kehrte danach kurzzeitig krankheitsbedingt nach Berlin zurück. Ab dem 1. September 1944 bis zum Kriegsende fungierte er als Ausbilder der Waffen-SS in Prag.

### Nach Kriegsende
Nach Kriegsende geriet er am 10. Mai 1945 in Pilsen in amerikanische Kriegsgefangenschaft, seine Entlassung erfolgte am 29. Dezember 1947. Anschließend arbeitete er bis 1958 als Maurer in Westfalen und musste in der Folge diese Tätigkeit krankheitsbedingt aufgeben. In Bielefeld wurde Gley wegen seiner Zugehörigkeit zur SS, wahrscheinlich im Rahmen der Entnazifizierung, zu 100 Tagen Haft verurteilt, die jedoch durch die Internierungshaft bereits abgegolten waren. Im Rahmen der Ermittlungen bezüglich der Verbrechen in Belzec kam Gley Anfang der 1960er Jahre in Haft. Im Belzec-Prozess wurde gegen Gley und sieben weitere Angeklagte ab August 1963 vor dem Landgericht München verhandelt. Er wurde wegen des Putativnotstandes im Januar 1964 außer Verfolgung gesetzt und damit wurde keine Hauptverhandlung gegen ihn eröffnet. Auch wegen seiner Beteiligung an der „Aktion T4“ kam es zu keinem Prozess. Gley starb im Juni 1985.